# Équipe du Danemark de football au Championnat d'Europe 1996
L'équipe du Danemark de football participe à sa 5e phase finale de championnat d'Europe lors de l'édition 1996 qui se tient en Angleterre du 8 juin 1996 au 30 juin 1996. Les Danois se présentent à la compétition en tant que champions d'Europe en titre.
Le Danemark est éliminé en premier tour en terminant troisième du groupe D.

## Phase qualificative
La phase qualificative est composée de huit groupes. Les huit vainqueurs de poule, les six meilleurs deuxièmes et le vainqueur du barrage entre les deux moins bons deuxièmes se qualifient pour l'Euro 1996 et ils accompagnent l'Angleterre, qualifiée d'office en tant que pays organisateur. Le Danemark termine 2e du groupe 2 et il fait partie des six meilleurs deuxièmes.
| Rang | Équipe    | Pts | J  | G | N | P | Bp | Bc | Diff |  | Résultats (▼ dom., ► ext.) |     |     |     |     |     |     |
| ---- | --------- | --- | -- | - | - | - | -- | -- | ---- |  | -------------------------- | --- | --- | --- | --- | --- | --- |
| 1    | Espagne   | 26  | 10 | 8 | 2 | 0 | 25 | 4  | +21  |  | Espagne                    |     | 3-0 | 1-1 | 3-0 | 6-0 | 1-0 |
| 2    | Danemark  | 21  | 10 | 6 | 3 | 1 | 19 | 9  | +10  |  | Danemark                   | 1-1 |     | 3-1 | 1-0 | 4-0 | 3-1 |
| 3    | Belgique  | 15  | 10 | 4 | 3 | 3 | 17 | 13 | +4   |  | Belgique                   | 1-4 | 1-3 |     | 1-1 | 2-0 | 2-0 |
| 4    | Macédoine | 7   | 10 | 1 | 4 | 5 | 9  | 18 | -9   |  | Macédoine                  | 0-2 | 1-1 | 0-5 |     | 3-0 | 1-2 |
| 5    | Chypre    | 7   | 10 | 1 | 4 | 5 | 6  | 20 | -14  |  | Chypre                     | 1-2 | 1-1 | 1-1 | 1-1 |     | 2-0 |
| 6    | Arménie   | 5   | 10 | 1 | 2 | 7 | 5  | 17 | -12  |  | Arménie                    | 0-2 | 0-2 | 0-2 | 2-2 | 0-0 |     |

## Phase finale

### Premier tour
| Groupe D |          |     |   |   |   |   |    |    |      |
|          | Équipe   | Pts | J | G | N | P | BP | BC | Diff |
| 1        | Portugal | 7   | 3 | 2 | 1 | 0 | 5  | 1  | +4   |
| 2        | Croatie  | 6   | 3 | 2 | 0 | 1 | 4  | 3  | +1   |
| 3        | Danemark | 4   | 3 | 1 | 1 | 1 | 4  | 4  | 0    |
| 4        | Turquie  | 0   | 3 | 0 | 0 | 3 | 0  | 5  | -5   |

| 9 juin  | Danemark | 1 | 1 | Portugal |
| 11 juin | Turquie  | 0 | 1 | Croatie  |
| 14 juin | Portugal | 1 | 0 | Turquie  |
| 16 juin | Danemark | 0 | 3 | Croatie  |
| 19 juin | Croatie  | 0 | 3 | Portugal |
| 19 juin | Danemark | 3 | 0 | Turquie  |

| 9 juin 1996                       | Danemark       | 1 - 1   | Portugal     | Hillsborough Stadium, Sheffield                     |                                                     |
| 19:30 · Historique des rencontres | B. Laudrup 22e | (1 - 0) | Sá Pinto 53e | Spectateurs : 34 993 Arbitrage : Mario van der Ende | Spectateurs : 34 993 Arbitrage : Mario van der Ende |
| 19:30 · Historique des rencontres | (Rapport)      |         |              | Spectateurs : 34 993 Arbitrage : Mario van der Ende | Spectateurs : 34 993 Arbitrage : Mario van der Ende |

| 16 juin 1996                      | Croatie                           | 3 - 0   | Danemark | Hillsborough Stadium, Sheffield             |                                             |
| 18:00 · Historique des rencontres | Šuker 53e (pen.), 90e · Boban 81e | (0 - 0) |          | Spectateurs : 33 671 Arbitrage : Marc Batta | Spectateurs : 33 671 Arbitrage : Marc Batta |
| 18:00 · Historique des rencontres | (Rapport)                         |         |          | Spectateurs : 33 671 Arbitrage : Marc Batta | Spectateurs : 33 671 Arbitrage : Marc Batta |

| 19 juin 1996                      | Turquie   | 0 - 3   | Danemark                          | Hillsborough Stadium, Sheffield                   |                                                   |
| 16:30 · Historique des rencontres |           | (0 - 0) | B. Laudrup 50e, 84e · Nielsen 69e | Spectateurs : 28 951 Arbitrage : Nikolai Levnikov | Spectateurs : 28 951 Arbitrage : Nikolai Levnikov |
| 16:30 · Historique des rencontres | (Rapport) |         |                                   | Spectateurs : 28 951 Arbitrage : Nikolai Levnikov | Spectateurs : 28 951 Arbitrage : Nikolai Levnikov |

## Effectif
Sélectionneur : Richard Møller Nielsen
| No. | Pos.      | Joueur              | Date de naissance et âge | Sélec. | Club              |
| --- | --------- | ------------------- | ------------------------ | ------ | ----------------- |
| 1   | Gardien   | Peter Schmeichel    | 18 novembre 1963         |        | Manchester United |
| 2   | Défenseur | Thomas Helveg       | 24 juin 1971             |        | Udinese           |
| 3   | Défenseur | Marc Rieper         | 5 juin 1968              |        | West Ham          |
| 4   | Défenseur | Lars Olsen          | 2 février 1961           |        | Brøndby IF        |
| 5   | Défenseur | Jes Høgh            | 7 mai 1966               |        | Fenerbahçe        |
| 6   | Milieu    | Michael Schjønberg  | 19 janvier 1967          |        | OB Odense         |
| 7   | Milieu    | Brian Steen Nielsen | 28 décembre 1968         |        | OB Odense         |
| 8   | Milieu    | Claus Thomsen       | 31 mai 1970              |        | Ipswich Town      |
| 9   | Attaquant | Mikkel Beck         | 12 mai 1973              |        | Fortuna Cologne   |
| 10  | Milieu    | Michael Laudrup     | 15 juin 1964             |        | Real de Madrid    |
| 11  | Attaquant | Brian Laudrup       | 22 février 1969          |        | Glasgow Rangers   |
| 12  | Défenseur | Torben Piechnik     | 21 mai 1963              |        | AGF Århus         |
| 13  | Milieu    | Henrik Larsen       | 17 mai 1966              |        | Lyngby BK         |
| 14  | Défenseur | Jens Risager        | 9 avril 1971             |        | Brøndby IF        |
| 15  | Attaquant | Erik Bo Andersen    | 14 novembre 1970         |        | Glasgow Rangers   |
| 16  | Gardien   | Lars Høgh           | 14 janvier 1959          |        | OB Odense         |
| 17  | Milieu    | Allan Nielsen       | 13 mars 1971             |        | Brøndby IF        |
| 18  | Milieu    | Kim Vilfort         | 15 novembre 1962         |        | Brøndby IF        |
| 19  | Milieu    | Stig Tøfting        | 14 août 1969             |        | AGF Århus         |
| 20  | Défenseur | Jacob Laursen       | 6 octobre 1971           |        | Silkeborg IF      |
| 21  | Attaquant | Søren Andersen      | 31 janvier 1970          |        | AaB Aalborg       |
| 22  | Gardien   | Mogens Krogh        | 31 octobre 1963          |        | Brøndby IF        |

## Navigation